# Корявченков Юрій Валерійович
Юрій Валерійович Корявченков «Юзік» (нар. 26 листопада 1974, Кривий Ріг, Дніпропетровська область) — український актор (студія «95 квартал») і телеведучий, адміністративний директор студії «95 квартал», .
Народний депутат України 9-го скликання, обраний по 33 мажоритарному округу.

## Біографія

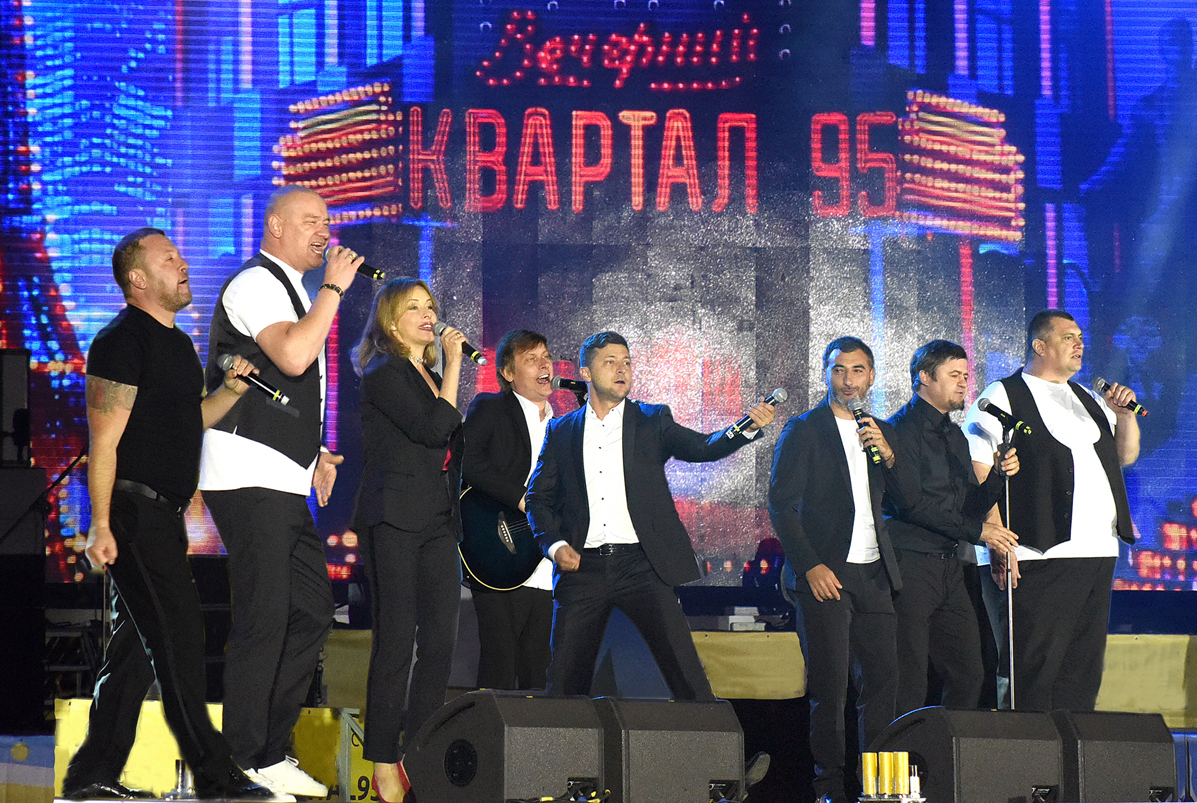

Народився 26 листопада 1974 року в Кривому Розі. Батько — Валерій Андрійович Корявченков (нар. 10 червня 1941) інженер-збагачувач, мати — Анна Федорівна Корявченкова (нар. 23 березня 1934) — лікар. Старший брат — Андрій (нар. 11 лютого 1969). У школі займався баскетболом. Був у складі дитячо-юнацької спортивної школи, регулярно брав участь у змаганнях. У старших класах два роки працював санітаром в хірургічному відділенні лікарні, тому що хотів стати хірургом. Але не вступив до медичного.
Працював один рік учнем електрослюсаря на Центральному гірничо-збагачувальному комбінаті. Закінчив Криворізький технічний університет, інженер-електрик (спеціальність «Електропривод і автоматизація промислових установок та технологічних комплексів»). У 2004 році отримав другу, економічну освіту у Криворізькому економічному інституті Київського національного економічного університету (спеціальність «Економіка підприємства»). У КВН з 1995 року.

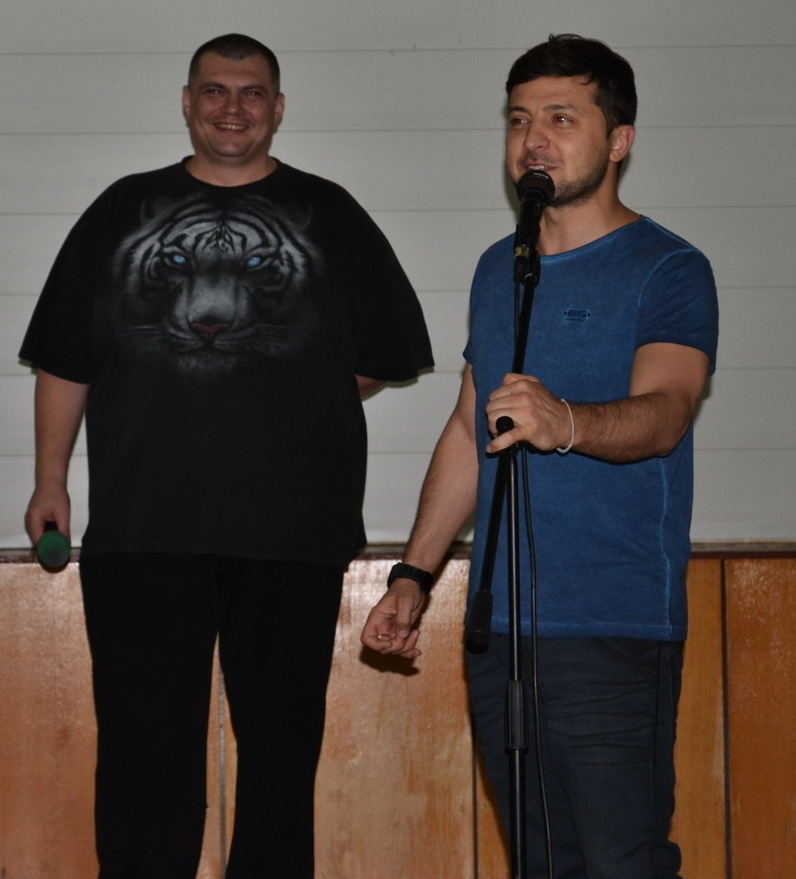
Корявченков і Зеленський

Бере участь в «Студентських веснах» в складі СТЕМа «Коротке замикання» разом з Юрієм Краповим, виступає за команду Кривого Рогу «Криворізька шпана». Потім криворізька команда об'єднується з командою з Кемерово «Сибірські богатирі» — об'єднаний колектив під назвою «50x50» зіграв одну гру у Вищій лізі 1996 року. Разом з Олександром Пікаловим грав в «Збірній Дніпропетровська». Невдовзі вони влилися до складу «Збірної Кривого Рогу», «попередниці» команди КВН «95 квартал». Після інституту з 1997 по 2003 рік працював на Центральному гірничо-збагачувальному комбінаті електрослюсарем, майстром, інженером і заступником голови профкому.
У 2019 році на виборах президента очолив штаб кандидата в президенти Володимира Зеленського у Кривому Розі.
Народний депутат України від партії «Слуга народу» на парламентських виборах 2019 року (виборчий округ № 33, Металургійний район, частина Інгулецького, частина Саксаганського районів, Центрально-Міський район міста Кривий Ріг, селище Авангард Криворізької міської ради). На час виборів: актор ТОВ «Квартал 95», член партії «Слуга народу». Проживає в Києві.
Заступник голови депутатської фракції партії «Слуга народу». Член Комітету Верховної Ради з питань транспорту та інфраструктури, голова підкомітету з питань автомобільних доріг та дорожнього господарства.
Голова Криворізької міської організації партії «Слуга народу».

## Скандали
Під час пленарного засідання Верховної Ради України займався приватними справами — роздавав квитки на концерт «Вечірнього кварталу», що набуло неабиякого розголосу в ЗМІ.
Колишній член фракції «Слуги народу», народний депутат України Антон Поляков оприлюднив відео, де Юрій Корявченков, разом з декількома іншими депутатами від «Слуги народу», «вирішували питання» з поліцією, де наказували керівникам поліції тримати з ними зв'язок і робити все відповідно до їхніх вказівок.
9 грудня 2019, під час розчищення завалів після пожежі в коледжі в Одесі, Корявченков блокував проїзд пожежників до території події. Після того як ця подія привернула до нього увагу, пан Корявченков втік з місця подій не надавши жодних коментарів.

## Особисте життя
- Дружина — Тетяна Корявченкова з 2004 року — економіст
- Син — Андрій Корявченков (січень 2007)
- Дочка — Маргарита Корявченкова (грудень 2007)
- Дочка — Маріанна Корявченкова (2011)
- Двоюрідний брат - Ігор Самойленко[14]

Грає у футбол.

## Фільмографія
- 2006 — Міліцейська академія
- 2009 — Як козаки… — Батя
- 2013 — 1+1 удома — лейтенант
- 2014 — 1+1 удома: 8 березня — лейтенант
- 2015 —2019 — Слуга народу — Борис Іванович Дудяк — голова Антикорупційного бюро

## Телебачення
- «Вечірній Київ» (2015, «Вассал Народу» — Жерар Депардьє)
- «Вечірній Квартал»
- «Пороблено в Україні» («Інтер»)